# إيرين بيرل
إيرين بيرل (بالإنجليزية: Erin Pearl)‏ هي متزلجة فنية أمريكية، ولدت في 3 مايو 1982.